# 紅山区
紅山区（こうざん-く）は、中華人民共和国内モンゴル自治区赤峰市に位置する市轄区。紅山文化の発見で知られる。

## 行政区画
11ジュール・ゴドムジ（街道）、2鎮を管轄：
- 街道弁事処
  - 西屯街道
  - ゴロブドガール・ドンダド・ジューリーン・ジュール・ゴドムジ（三中街街道）
  - 永巨街道
  - ジューン・ホト・ジュール・ゴドムジ（東城街道）
  - 南新街街道
  - オルトーン・ウンヌフ・ジュール・ゴドムジ（站前街道）
  - 鉄南街道
  - 長青街道
  - ハダ・ジュール・ゴドムジ（哈達街道）
  - バローン・ホト・ジュール・ゴドムジ（西城街道）
  - 橋北街道
- 鎮：紅廟子鎮、文鐘鎮